# For Real
For Real è un singolo del rapper italiano Gianni Bismark, realizzato in collaborazione con Dani Faiv e pubblicato il 14 aprile 2019 per l'etichette Virgin Records e Universal.

## Tracce
1. For Real – 2:39